# Musée des Beaux-Arts de Tours
Das Musée des Beaux-Arts de Tours ist das Kunstmuseum der Stadt Tours. Es befindet sich im alten Bischofspalais in der Nähe der Kathedrale von Tours im historischen Zentrum der Stadt. Das Museum ist bekannt für seine abwechslungsreichen Sammlungen von der Antike bis zur zeitgenössischen Kunst. Es gibt einen französischen Garten, das Exponat Fritz und die alte Libanon-Zeder im Innenhof. Seit 1983 trägt das Ensemble den Titel der monuments historiques.

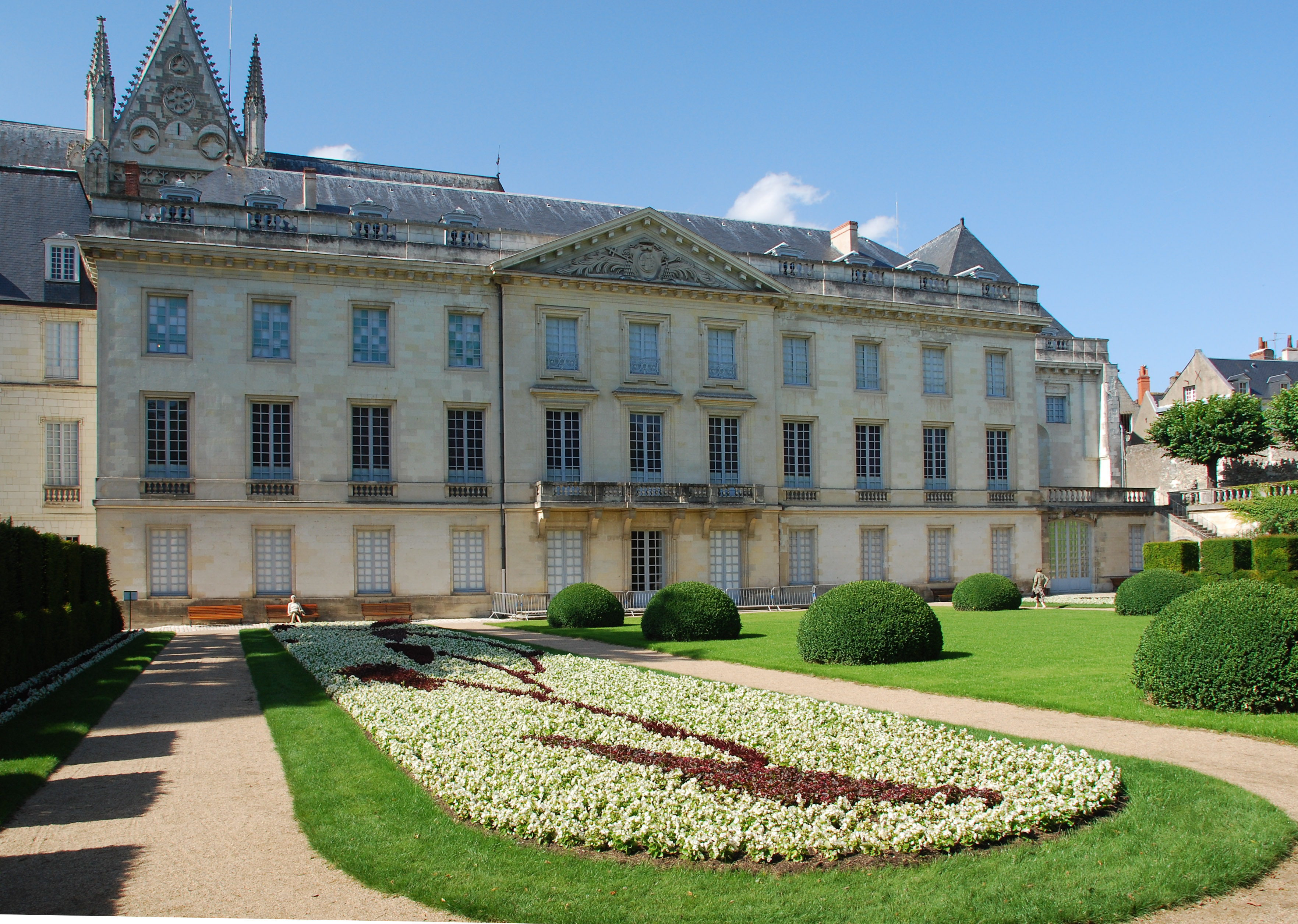

## Geschichte
Die ersten Bischöfe der Stadt ließen einen Palais in unmittelbarer Nähe zur Kathedrale bauen. Der Eckturm des Palais ist dabei ein Rest der Befestigungsmauer des 4. Jahrhunderts, auf deren Stelle das Gebäude errichtet wurde. In diesem Jahrhundert wurde auch eine Kapelle an den Bischofspalais angebaut. Im Jahr 591 wurde die Kapelle auf Anweisung von Gregor von Tours rekonstruiert. Umgebaut wurde das Gebäude im 12. Jahrhundert und im 17. Jahrhundert zum Teil zerstört wegen der Umbauten des neuen erzbischöflichen Palais von Bertrand d’Eschaux.
Im 12. Jahrhundert wurde der Flügel der Synode gebaut. Im Verlauf der Jahrhunderte wurde immer wieder die Funktion des großen Saals verändert. 1468 und 1484 versammelten sich zwei Mal die Generalstände des Königreichs Frankreich. Damit ist er einer wichtigsten historischen Orte in der Touraine.
Monsignore Rosset de Fleury vollendete das Ensemble mit dem Bau des Frontgiebels, der Attikazone und der Einrichtung von Terrassen, deren Verlauf dem Grundriss des römischen Amphitheaters folgt. Schließlich ließ Monsignore de Conzié in 1775 das imposante Portal und den halbkreisförmigen Ehrenhof an der Stelle des alten Pferdestalls errichten. Er baute den alten Saal der Synode zu einer erzbischöflichen Kapelle um und ließ zu diesem Zweck eine antikisierende Kolonnade errichten.
Nach 1789 wurde der erzbischöfliche Palast zu Theater, Schule und Bibliothek. Dann aufgrund eines departementalen Erlasses vom 6. Oktober 1792 und auf Zutun des Gründers der Zeichenschule der Stadt Charles-Antoine Rougeot und seines Schwiegersohnes Jean-Jaques Raverot wurde der Palast zum Depot für Werke, die während der Revolution gepfändet wurden. Ein erstes Museum eröffnete für die Öffentlichkeit am 4. März 1795.
Während des Empire und während des ganzen 19. Jahrhunderts wurden die Gebäude erneut dem Erzbistum zugeordnet. Die Kunstwerke wechselten also den Ort und zogen in ein Provisorium im ehemaligen Kloster der Heimsuchung Mariens, dann in die alte Verwaltung. Schließlich wurde 1828 ein Gebäude, speziell um das Museum zu beherbergen, auf dem Platz der Künste am Ufer der Loire errichtet.
Im Jahr 1910 wurde die Stadt Eigentümer der Bischofspalastes und die Kunstsammlung wurde dorthin zurückgebracht. Die Stätte ist ein wichtiges Zentrum für die Geschichte des antiken Tours (Caesarodunum). Das Museum besitzt im Souterrain eine Steininschrift, die vom Ruhm der Turonen zeugt.
Die Gründe des Museums setzen sich aus Pfändungen im Jahr 1794 zusammen. Betroffen waren abgewanderte Häuser, Kirchen und Konvente, große Abteien wie Marmoutier, Bourgueil und La Riche. Gemälde und Möbel kamen von den Schlössern Chanteloup und Richelieu. Die bekanntesten Künstlern sind Gabriel Blanchard, François Boucher, Louis de Boullogne, Jean-Pierre Houël, Charles de La Fosse, Charles Lamy, Eustache Le Sueur, Joseph Parrocel und Jean Restout der Jüngere.

## Vermächtnis
Gaëtan Cathelineau (1787–1859), Schüler und Freund von Jacques-Louis David, später Zeichenlehrer im Collège royale von Tours, vermachte dem Museum etwa fünfzig Bilder von bedeutenden Malern. Darunter befinden sich die Gemälde Kaskade unter einer ruinösen Brücke von Hubert Robert und Tobias und der Engel von Louis Cretey.
Im Jahr 1874 vermachte der Gemälderestaurator und Zeichenlehrer Charles-Calixte Schmidt (geboren 1814 in Tours, gestorben in Rochecorbon 1875) der Stadt Tours gegen eine lebenslängliche Pension von 1000 Francs pro Jahr Möbel, Keramiken und Emailmalerei (im Besonderen die schlechtangezogene Frau von Jean Laubin, ein sehr interessantes Stück aufgrund seiner Qualität in der Ausführung und der Einzigartigkeit des Sujets). Ferner vermachte er der Stadt die Gemälde die Entführung der Helena von Frans Francken dem Jüngeren und das Porträt eines Mannes von Giovanni Battista Moroni, Anbetung der Könige von Sebastiano Conca, das Porträt von Louis-François Aubert, Emailmaler des Königs von Jean Baptiste Perronneau, zwei Landschaften von Antonio Francesco Peruzzini und andere qualitätvolle Werke.
Auch der Dichter und Romancier André Foulon de Vaulx vermachte dem Musée des Beaux-Arts de Tours im Jahr 1951 einen großen Teil seiner Möbel- und Gemäldesammlung seines Vaters.
Im Jahr 1963 unter der Leitung von Boris Lossky bekam das Museum die Sammlung des Malers und Sammlers Octave Linet und erwarb so eine der größten Sammlungen von italienischen Künstlern der Frührenaissance nach dem Musée du Louvre und dem Musée du Petit Palais von Avignon.
Nach dem Tod des Priesters Raymond Marcel bekam das Museum auch dessen Kunstsammlung. Diese bestand aus dutzenden Skulpturen und Renaissancegemälden.

## Sammlung

### Malerei
Das Museum besitzt einige Meisterwerke darunter zwei Tableaus von Andrea Mantegna, die von der Predella des Retabels von San Zeno (das dritte Bild der Predella, die Kreuzigung, befindet sich in Musée du Louvre in Paris) stammen.

#### Malerei der Renaissance
Die Sammlung besteht unter anderen aus zwei Gemälden von Andrea Mantegna (Christus am Ölberg und Auferstehung Christi). Andere italienischer Künstler der Sammlung sind Giambattista Pittoni (Christus übergibt die Schlüssel an den Heiligen Petrus), Antonio Vivarini (Erzengel Gabriel, Heiliger Ludwig von Toulouse und Heiliger Antonius von Padua), Giovanni di Paolo, Lippo d'Andrea, Naddo Ceccarelli, Niccolò di Tommaso und Lorenzo Veneziano. Die italienische Malerei der folgenden Jahrhunderte wird vertreten durch Giovanni Battista Moroni, Antonio Tempesta (Der Tod Abschaloms und Durchquerung des Roten Meeres), Mattia Preti (Triumph des Silenos, um 1635), Sebastiano Conca, Francesco Cairo, Bernardo Strozzi, Innocenzo Tacconi, Paolo Pagani, Francesco Providoni, Corrado Giaquinto, Donato Creti, Francesco Fontebasso oder auch Giuseppe Bazzani.

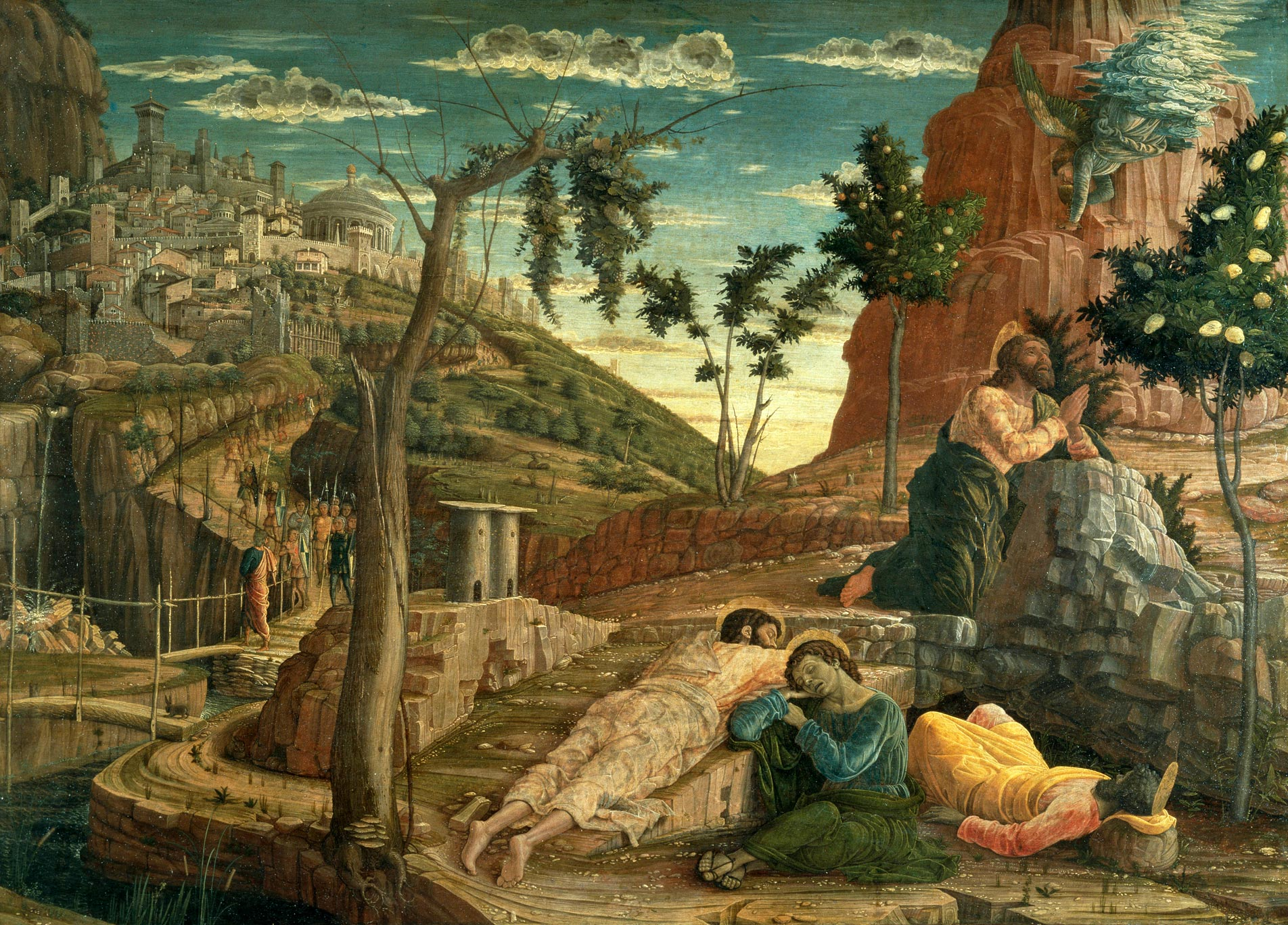
Andrea Mantegna, Christus am Ölberg (1459), Öl auf Holz, 71 × 94 cm.
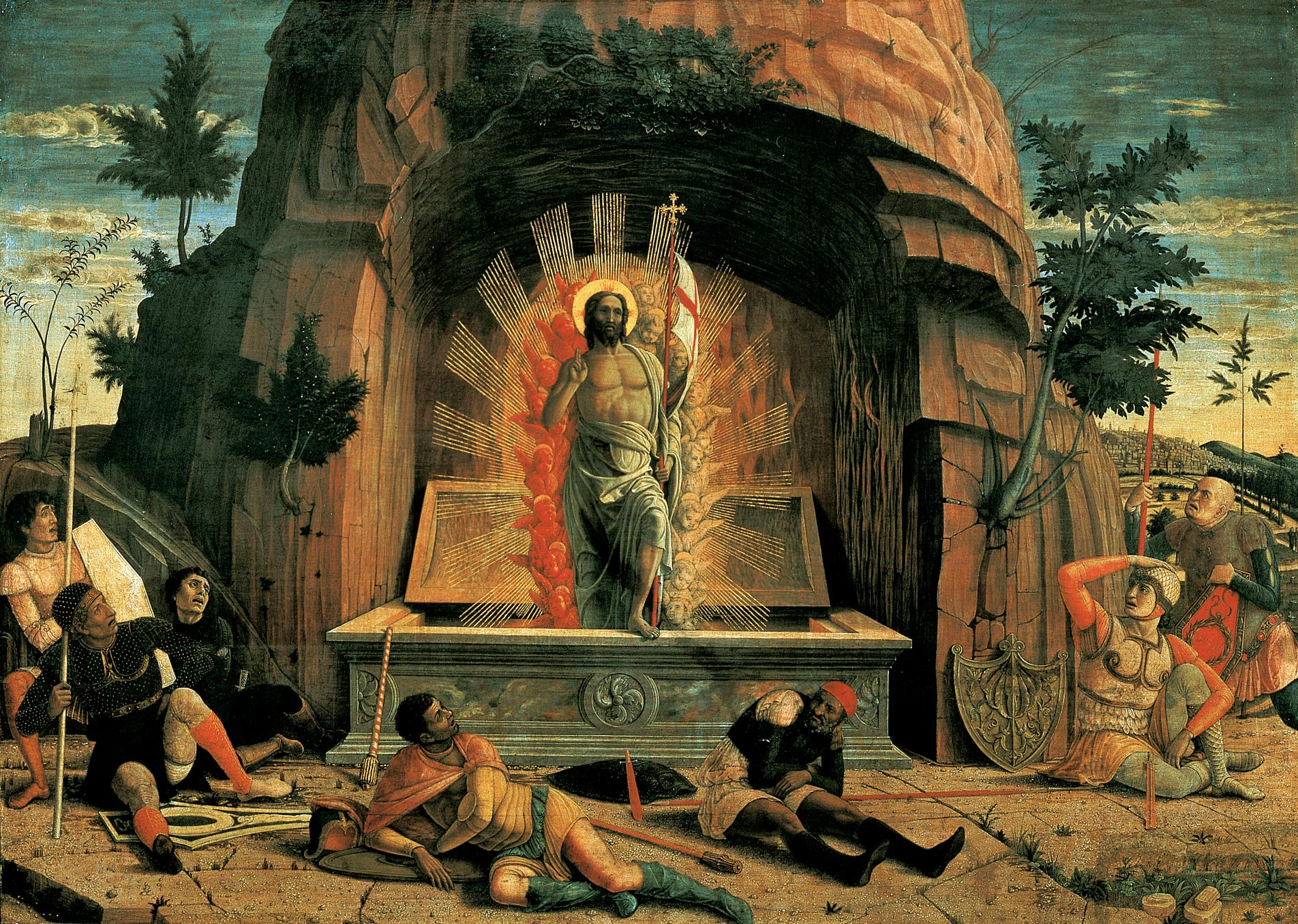
Andrea Mantegna, Die Auferstehung (1459), Öl auf Leinwand, 71 × 94 cm.
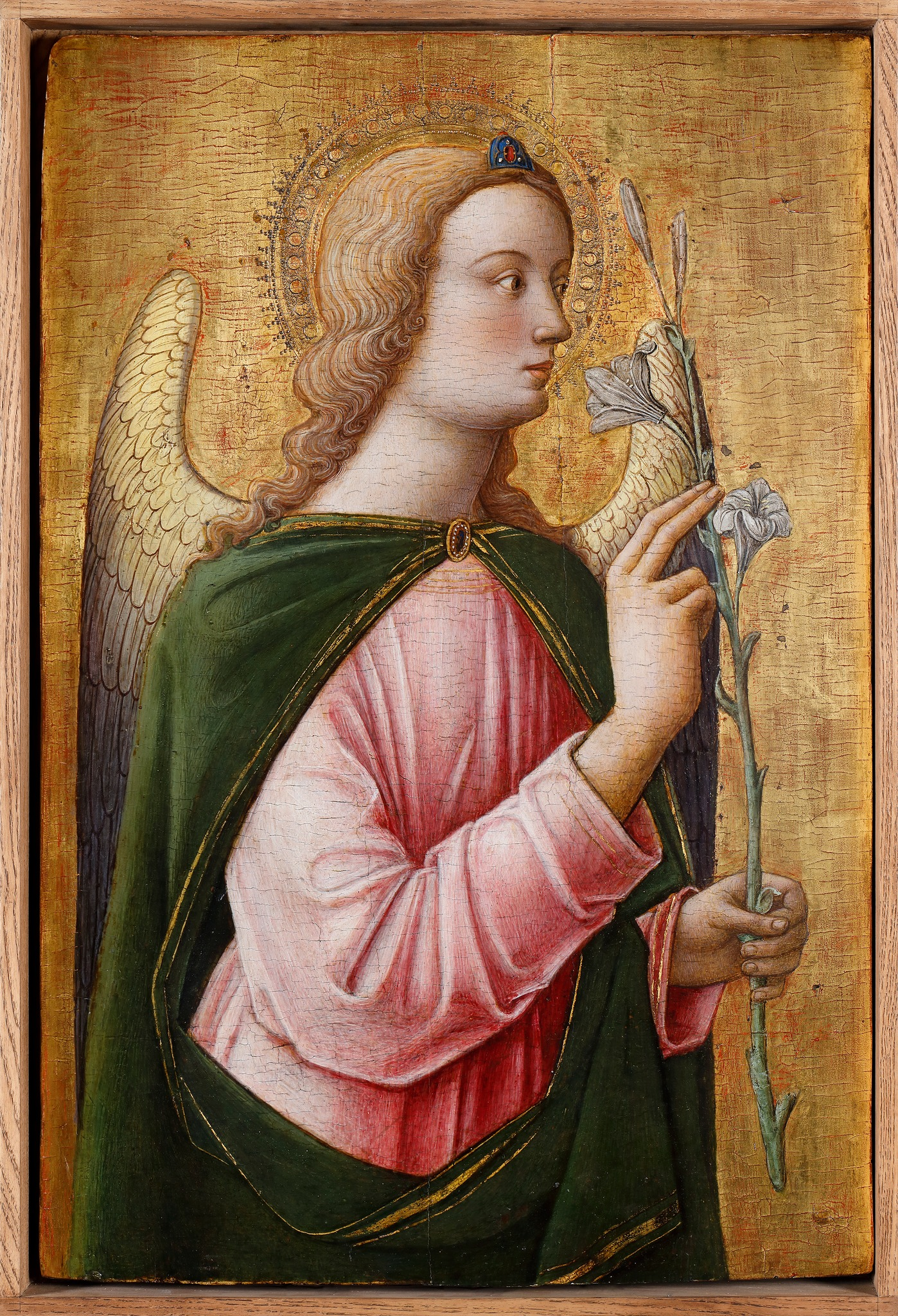
Antonio Vivarini, Erzengel Gabriel (15. Jahrhundert), Tempera auf Holz, 63 × 41,5 cm.
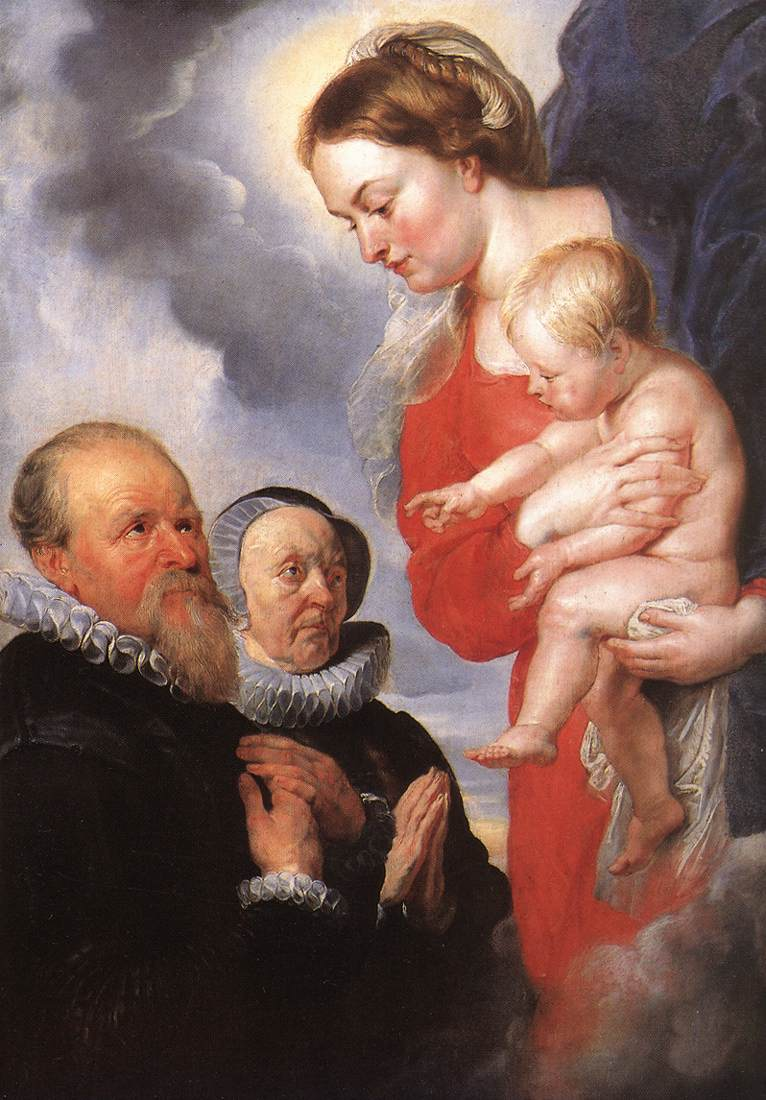
Pierre Paul Rubens, Jungfrau mit Kind und Porträts der Auftraggeber Alexander I Goubau und seiner Frau Anna Antoni (um 1604), Öl auf Holz.
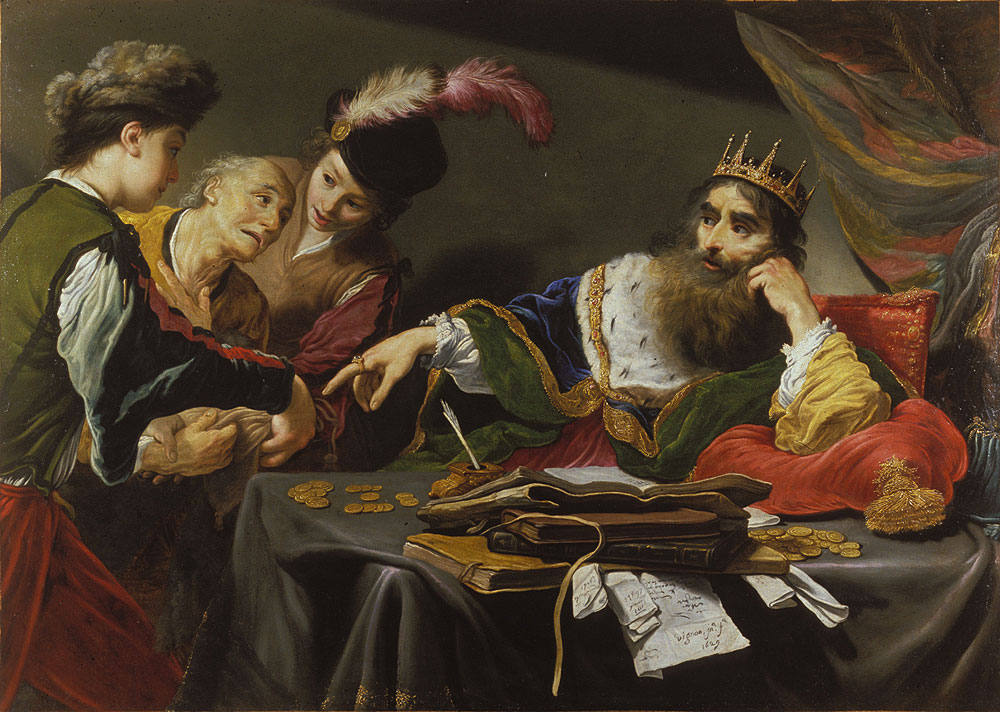
Claude Vignon, Gleichnis vom unbarmherzigen Gläubiger (1629), Öl auf Leinwand.
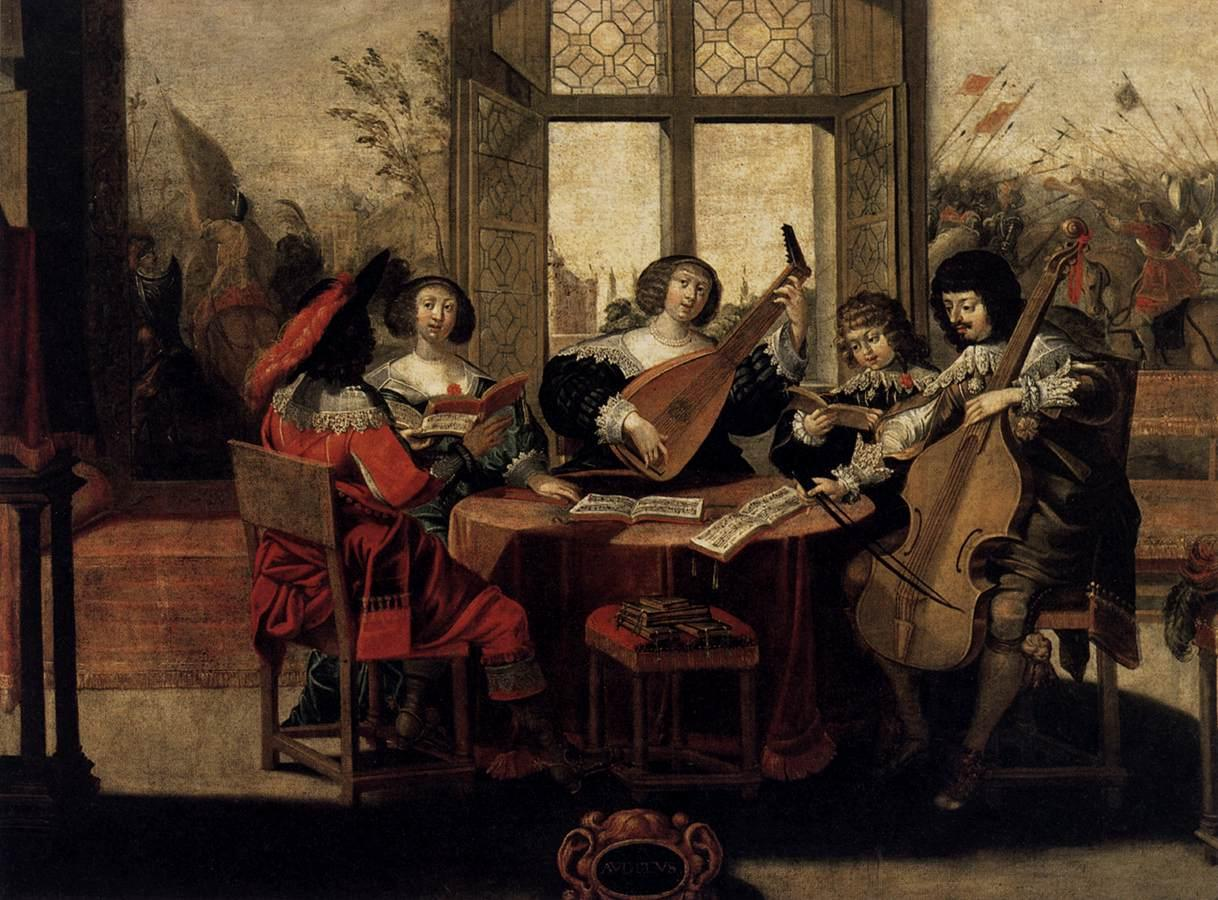
Abraham Bosse zugeschrieben, Die fünf Sinne: das Gehör (um 1635), Öl auf Leinwand.
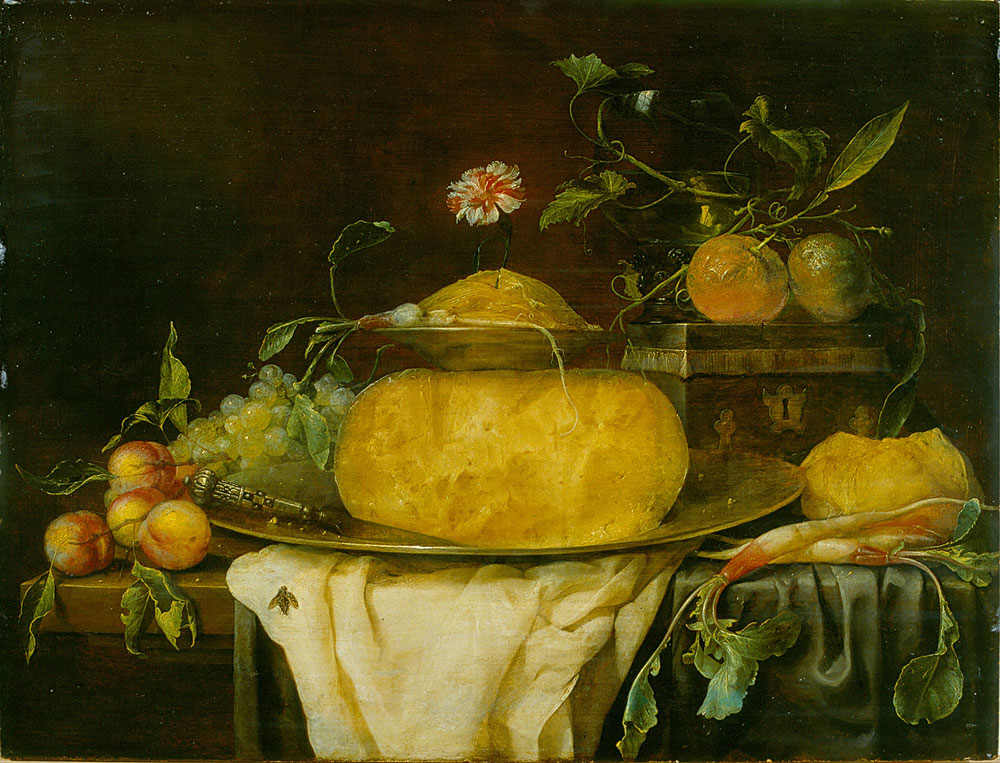
Joris van Son, Stillleben mit Käse (in den 1650er Jahren).

#### Französische Malerei des 17. und 18. Jahrhunderts
Künstler des 17. Jahrhunderts sind Claude Vignon (geboren in Tours), Philippe de Champaigne, Jacques Blanchard, Eustache Le Sueur, Noël Coypel, Pierre Patel, Louis Cretey, Charles de La Fosse und Hyacinthe Rigaud.
Künstler des 18. Jahrhunderts sind Antoine Coypel, Nicolas de Largillière, Louis de Boullogne, Jean Jouvenet, Jean Raoux, Pierre Subleyras, François Lemoyne (Pygmalion sieht seine lebendige Statue, 1729), Jean-Marc Nattier (Perseus versteinert Phineus und seine Begleiter unter Mithilfe von Minerva, indem er ihnen das Haupt der Medusa entgegenstreckt, Aufnahmewerk in der Académie royale de peinture et de sculpture im Jahr 1718), François Boucher, Carle Van Loo, Alexander Roslin, Nicolas Lancret, Jean-Baptiste Perronneau, Jean-Baptiste Deshays de Colleville, Joseph Vernet, François-André Vincent und Hubert Robert.

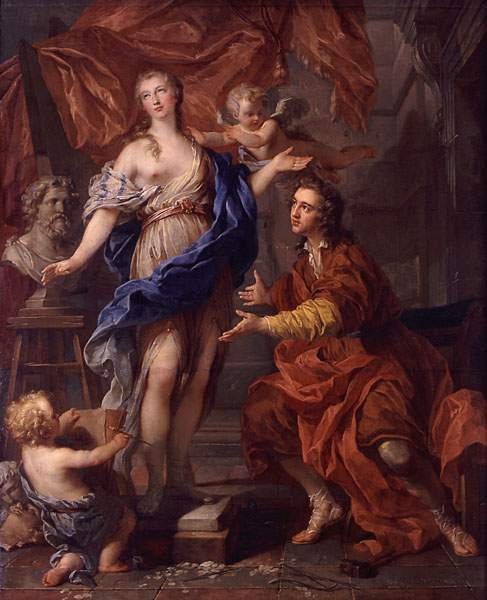
François Lemoyne, Pygmalion und Galatea (1729).
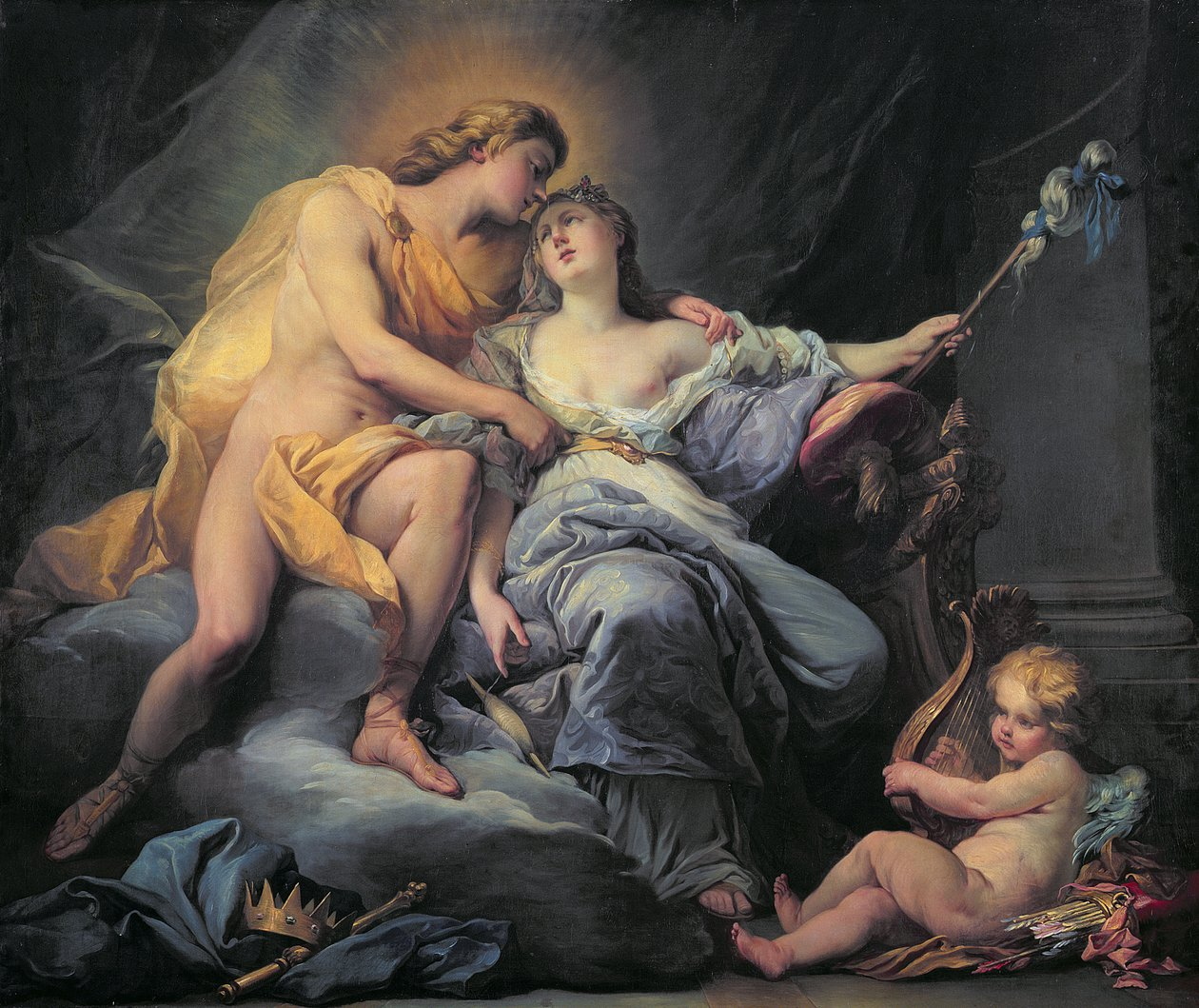
Antoine Boizot, Apoll umarmt Leukothea (1737).
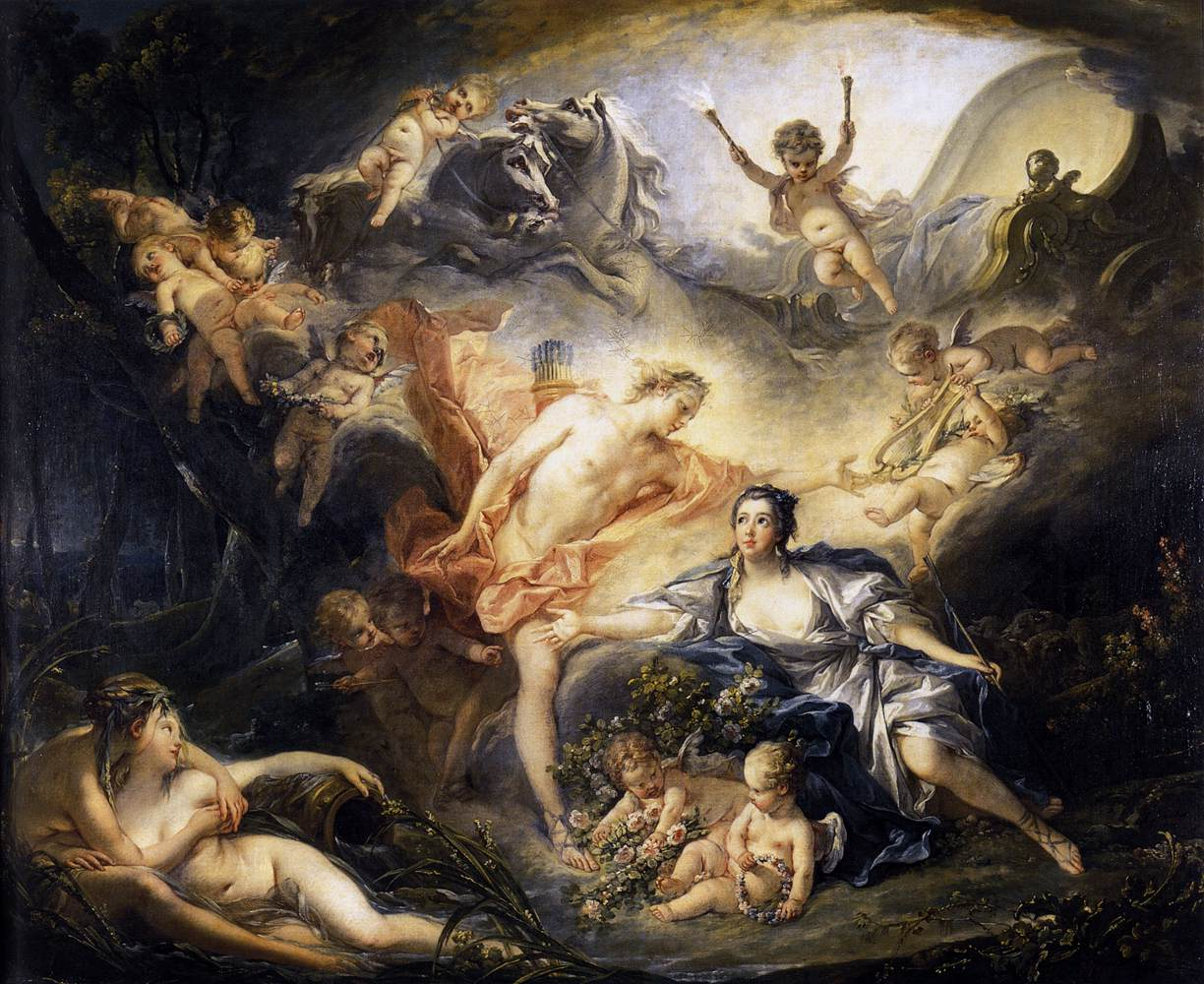
François Boucher, Apoll offenbart der Nymphe Issé (1750), Öl auf Leinwand.
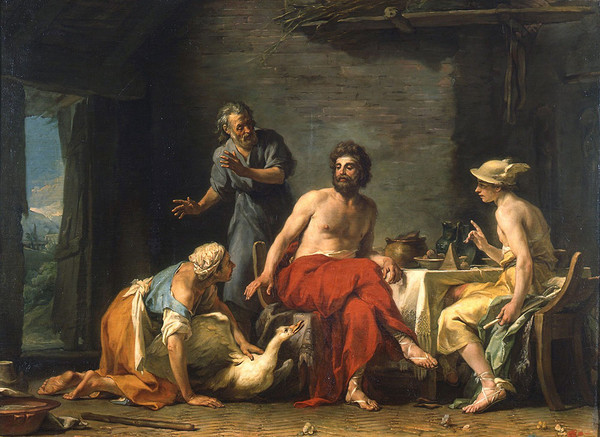
Jean-Bernard Restout, Philemon und Baucis empfangen Jupiter und Hermes gastlich (1769).
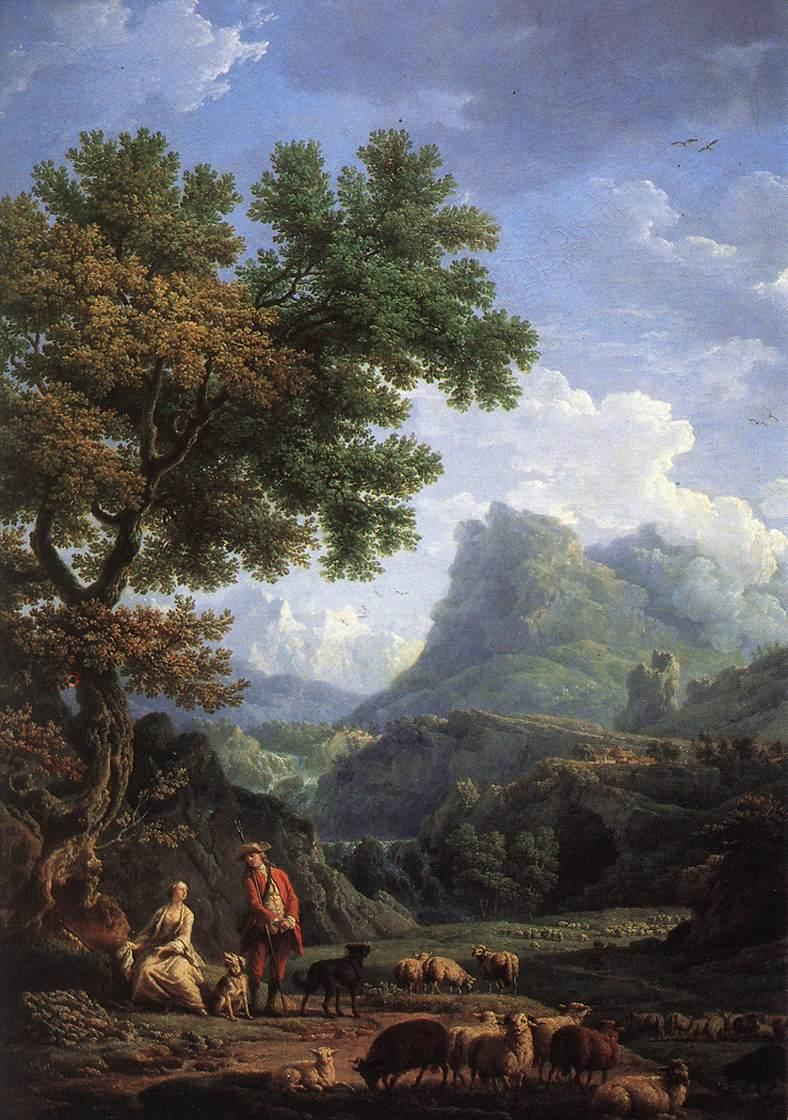
Claude Joseph Vernet, Hirten in den Alpen (zweite Hälfte des 18. Jahrhunderts), Öl auf Leinwand.

#### Französische Malerei des 19. Jahrhunderts
Der französischen Malerei des 19. Jahrhunderts gehören Werke von Ingres, Théodore Chassériau, Eugène Delacroix, Edgar Degas und Claude Monet (ein Arm der Seine nahe Vétheuil), Jean Béraud, Léon Bonnat, Jean-Baptiste Carpeaux, Jules-Élie Delaunay, Carolus-Duran, Henri Gervex, Auguste-Barthélémy Glaize, Hans Makart, Henri Martin, Alphonse Muraton, Jean Veber, Michel-Martin Drolling und Félix Ziem an.

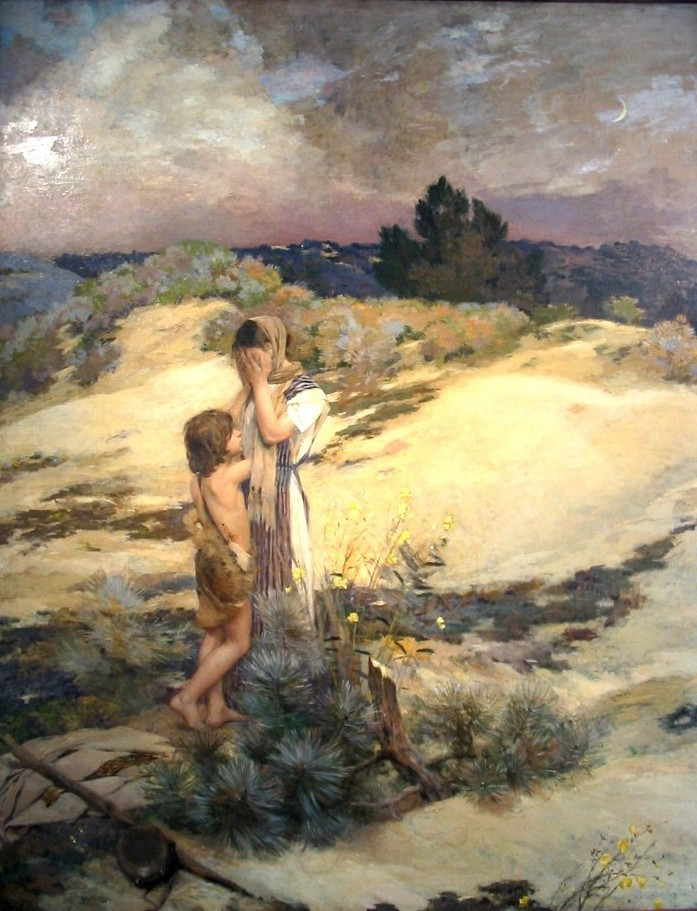
Jean-Charles Cazin, Hagar und Ismael (vor 1880).
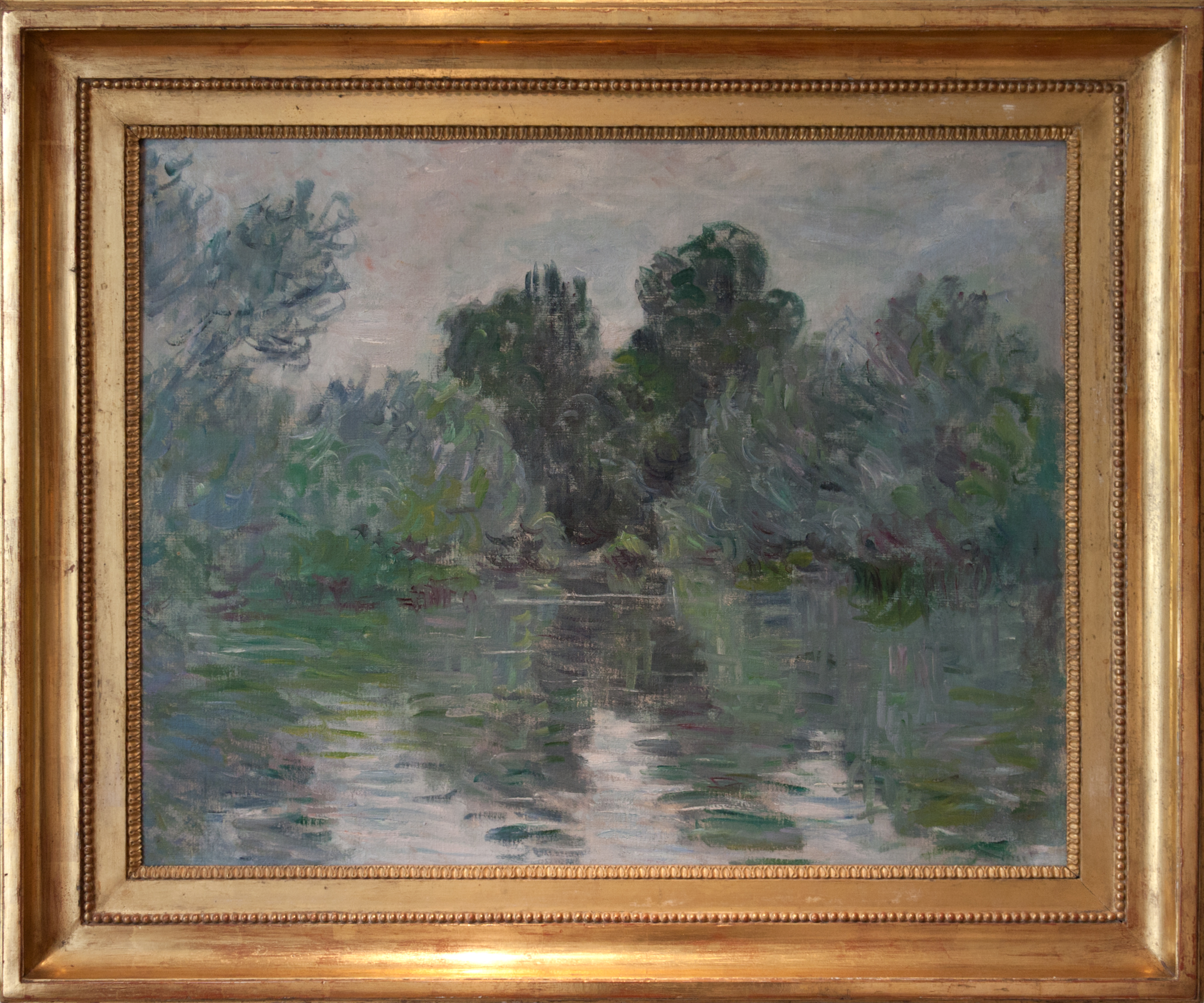
Claude Monet, ein Arm der Seine in der Nähe von Vétheuil (1878), Öl auf Leinwand.

#### Flämische und holländische Malerei
Die Sammlung zeigt Werke der wichtigen Künstler Rubens und Rembrandt (Die Flucht nach Ägypten), aber auch von Frans Franken, Gerard ter Borch, Bartholomeus van der Helst, David Teniers der Jüngere, Jan van Goyen und Allart van Everdingen.

#### Malerei des 20. Jahrhunderts
Das 20. Jahrhundert wird von einem Ensemble abstrakter Malereien von Olivier Debré sowie von Werken von Maurice Denis, Max Ernst, Jeanne Besnard-Fortin, Ferdinand Desnos, Jean-Jacques Morvan, Bruno Peinado, Pierre Buraglio oder Marinette Mathieu vertreten.

### Skulptur

#### Antike

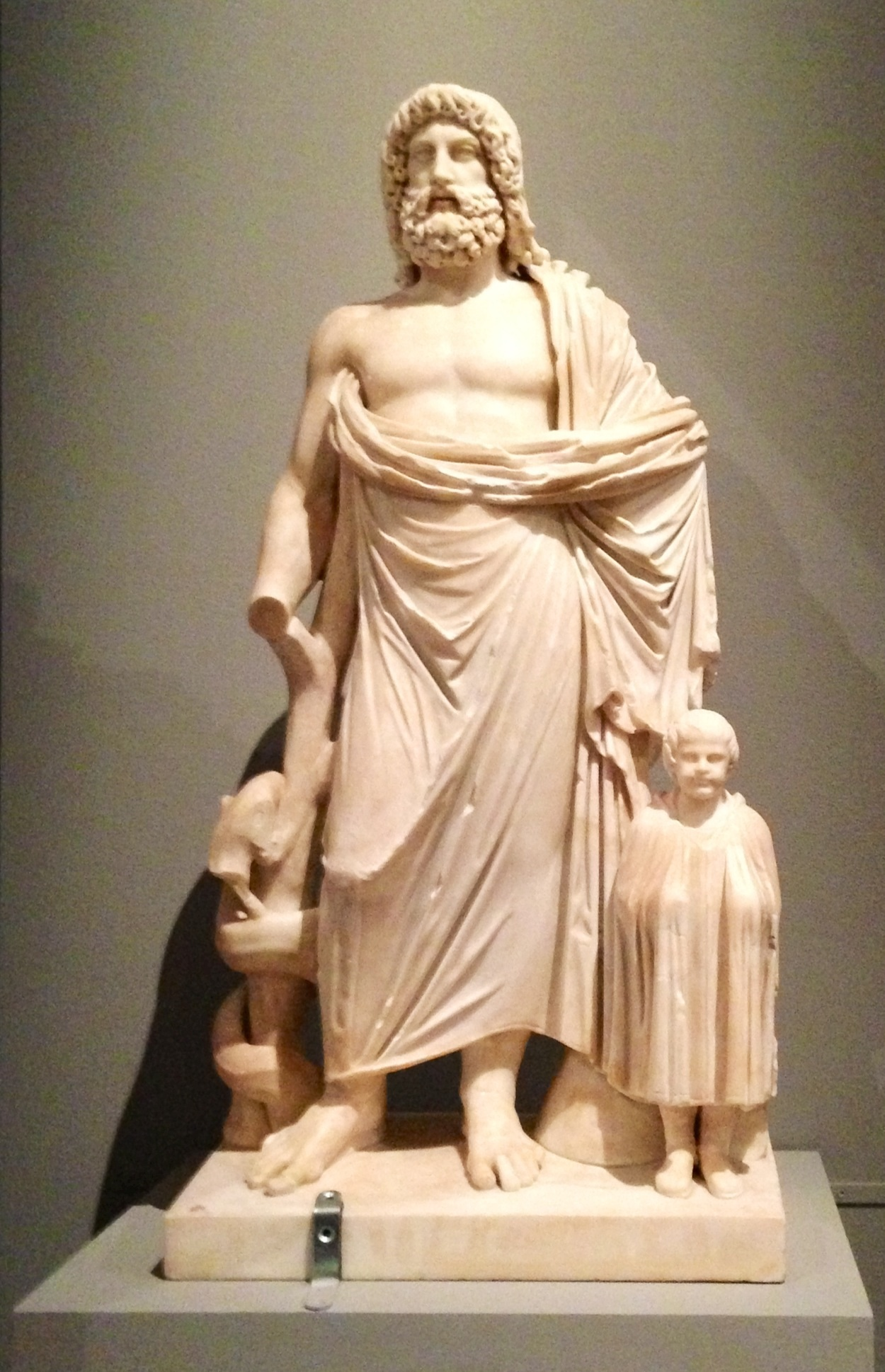
Äskulap und Telesphoros (1.–2. Jh. n. Chr.), Marmor.
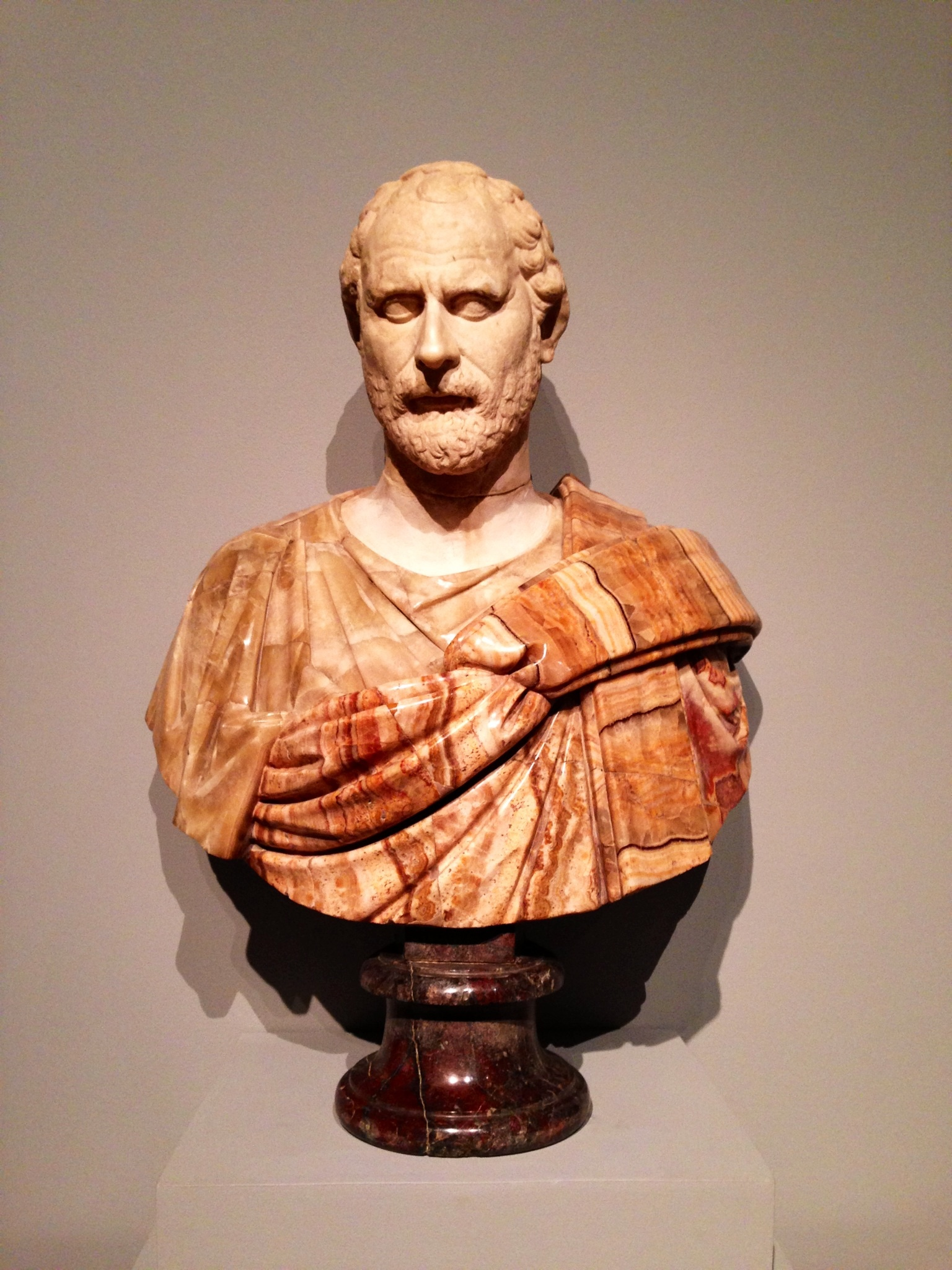
Demostenesbüste (1.–2. Jh. n. Chr.), weißer Marmor, Onyx, schwarzer Marmor.
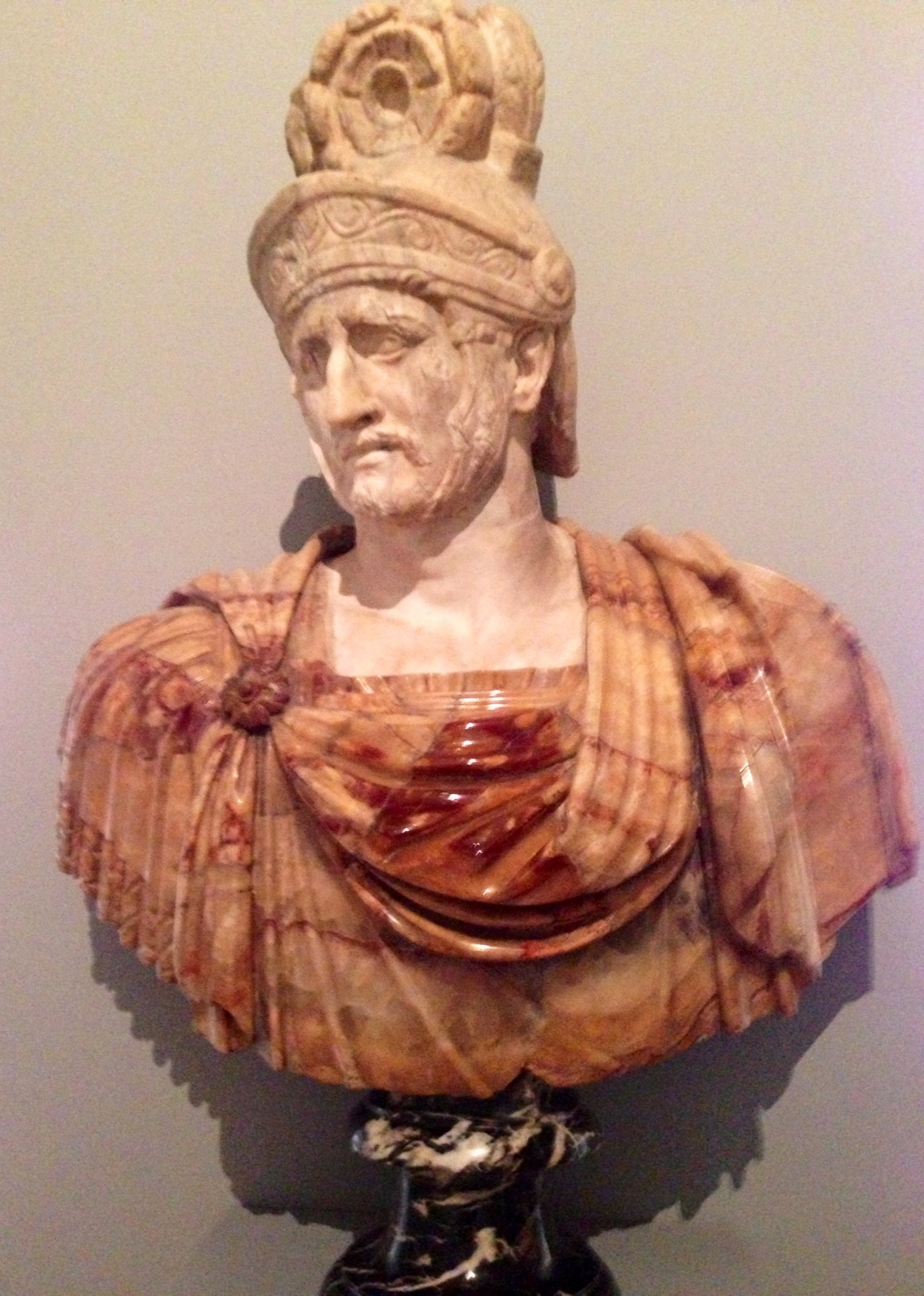
Büste von Pyrrhos, König von Epirus (2. Jh. n. Chr.), weißer Marmor, Onyx und schwarzer Marmor.
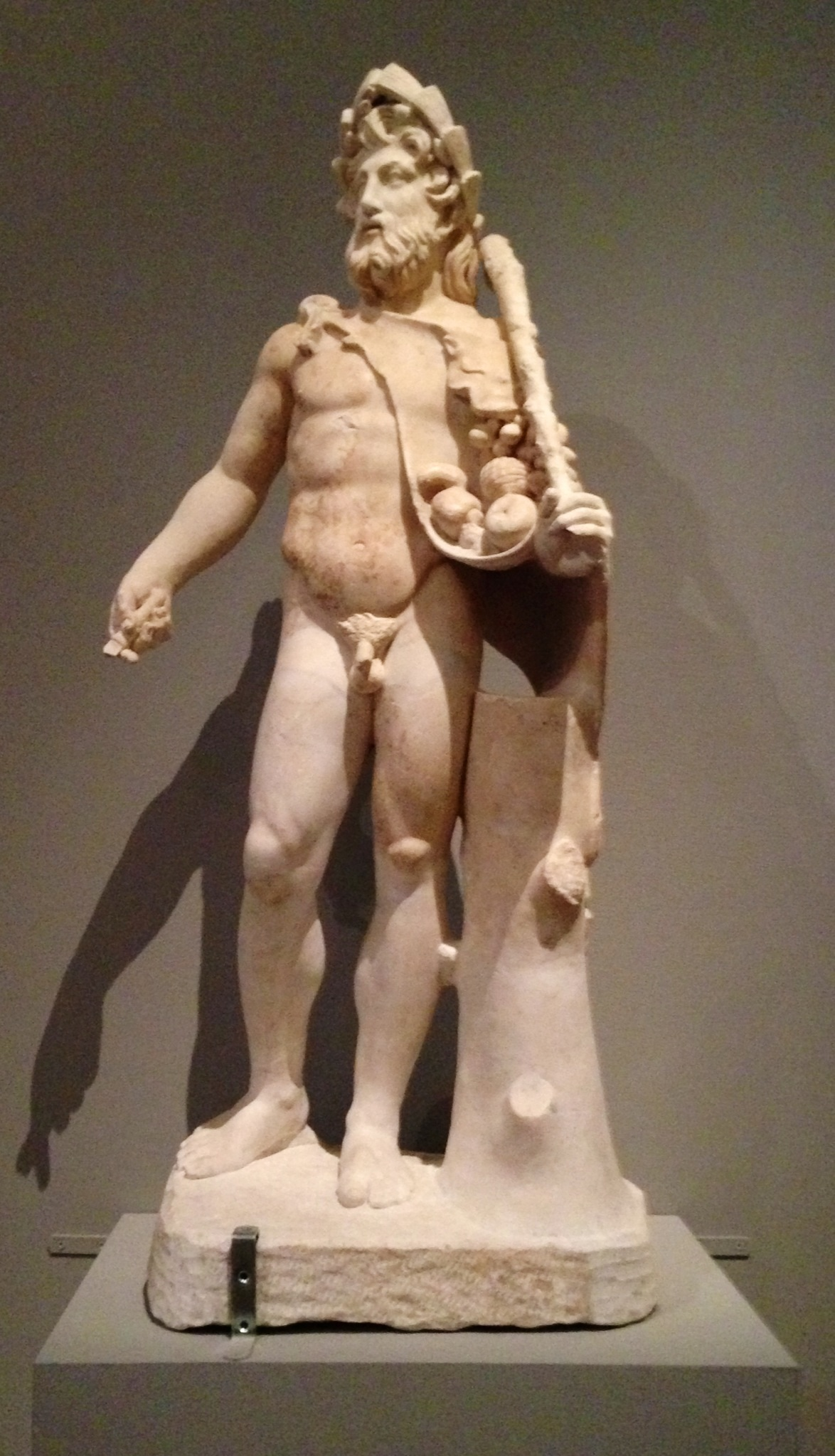
Vertumnus (1.–2. Jh. n. Chr.), Marmor.
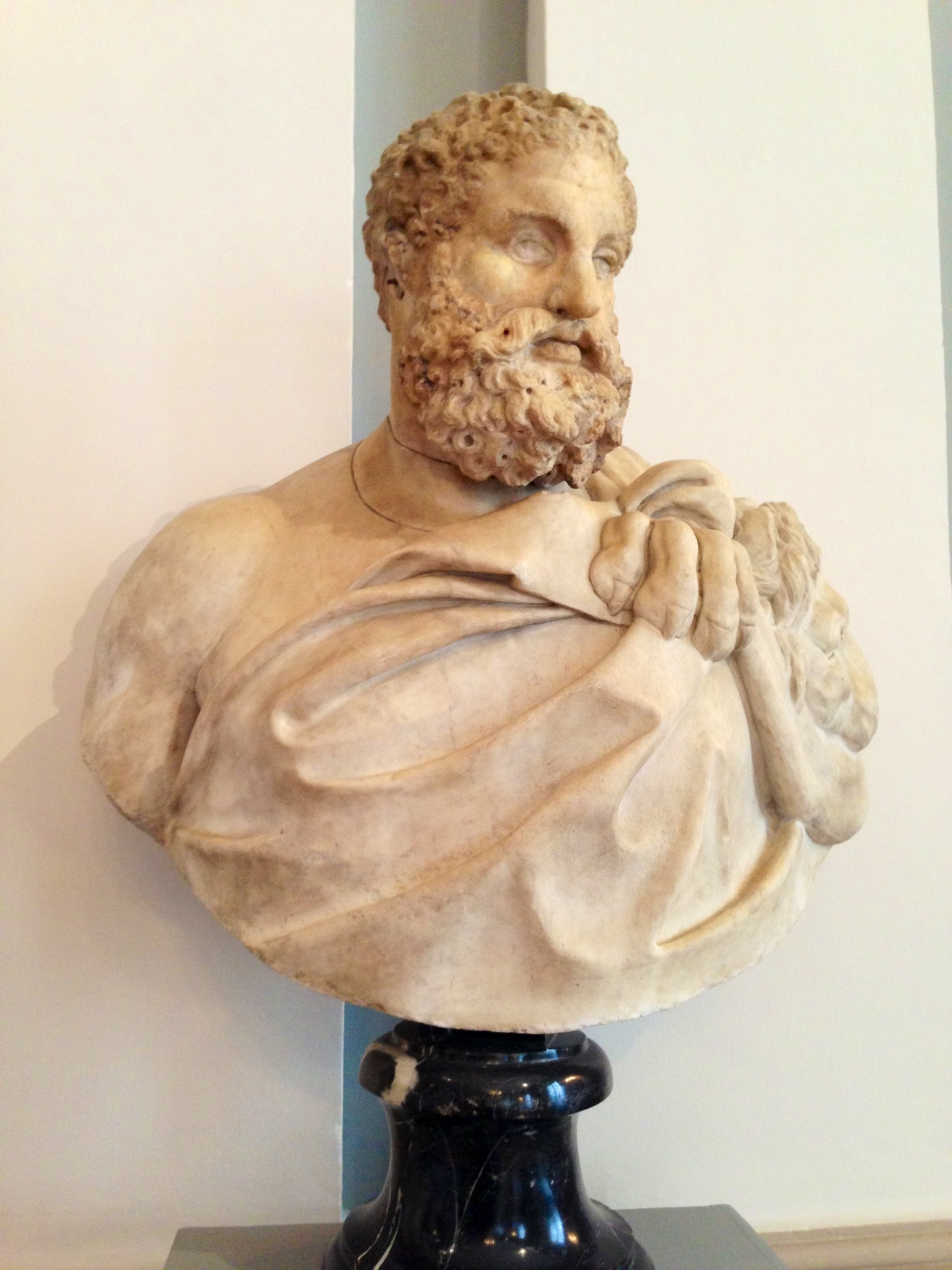
Herkulesbüste (3. Jh. n. Chr.), Marmor.

#### Skulpturen des 17. Jahrhunderts
Das Museum bewahrt eine Diana auf der Jagd in Bronze von Jean-Antoine Houdon. Die Figur ist eine seltener Originalguss des Werkes in Marmor aus dem Jahr 1776. Außerdem Werke von Antoine Coysevox (Büste von Ludwig XIV.), Auguste Rodin (Verhüllter Balzac, 1898, Bronze), Antoine Bourdelle, Alexander Calder (Mobilé, um 1957, bemaltes Metall) und Olivier Debré.

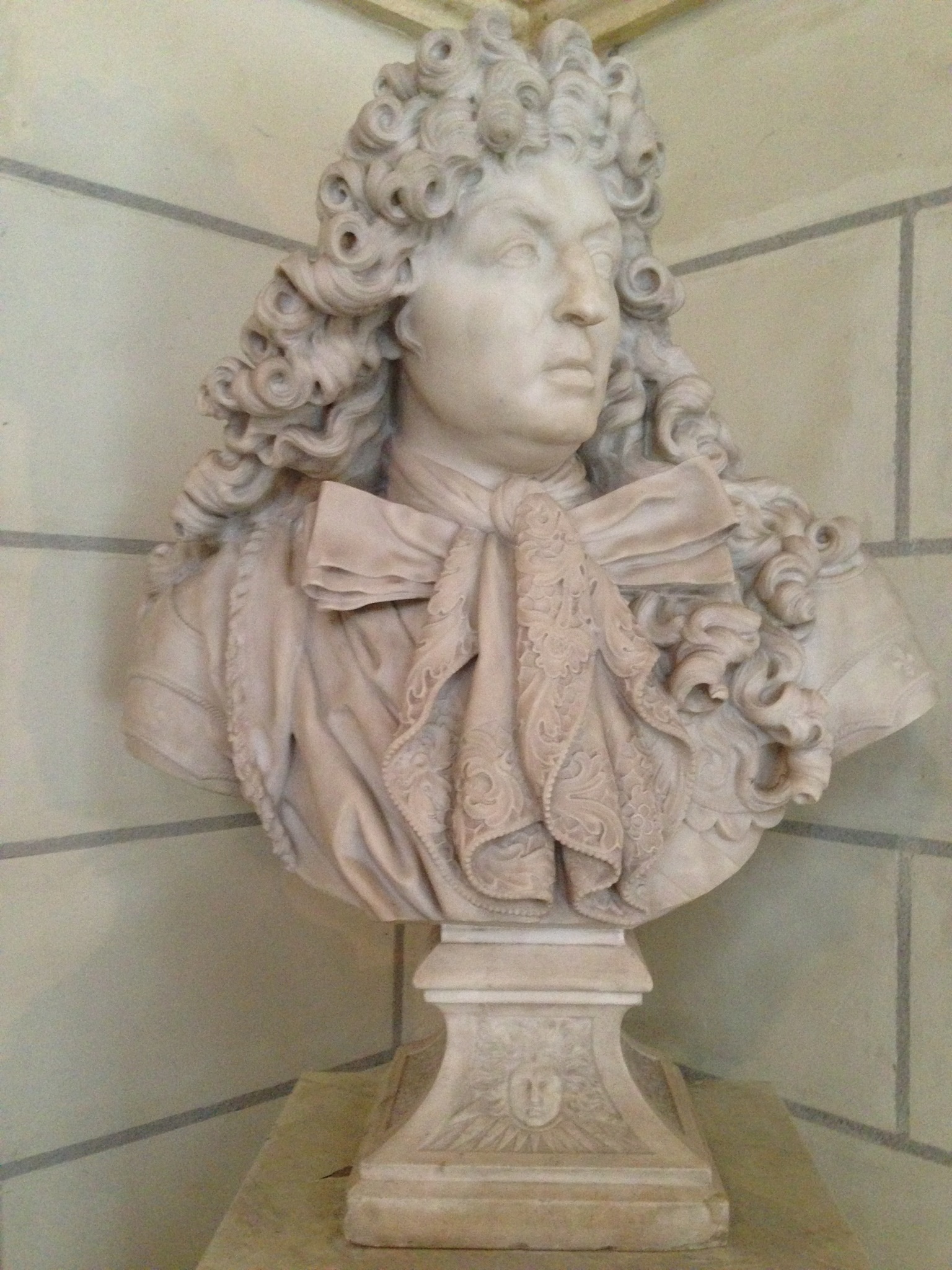
Antoine Coysevox, Büste von Ludwig XIV. (um 1680).
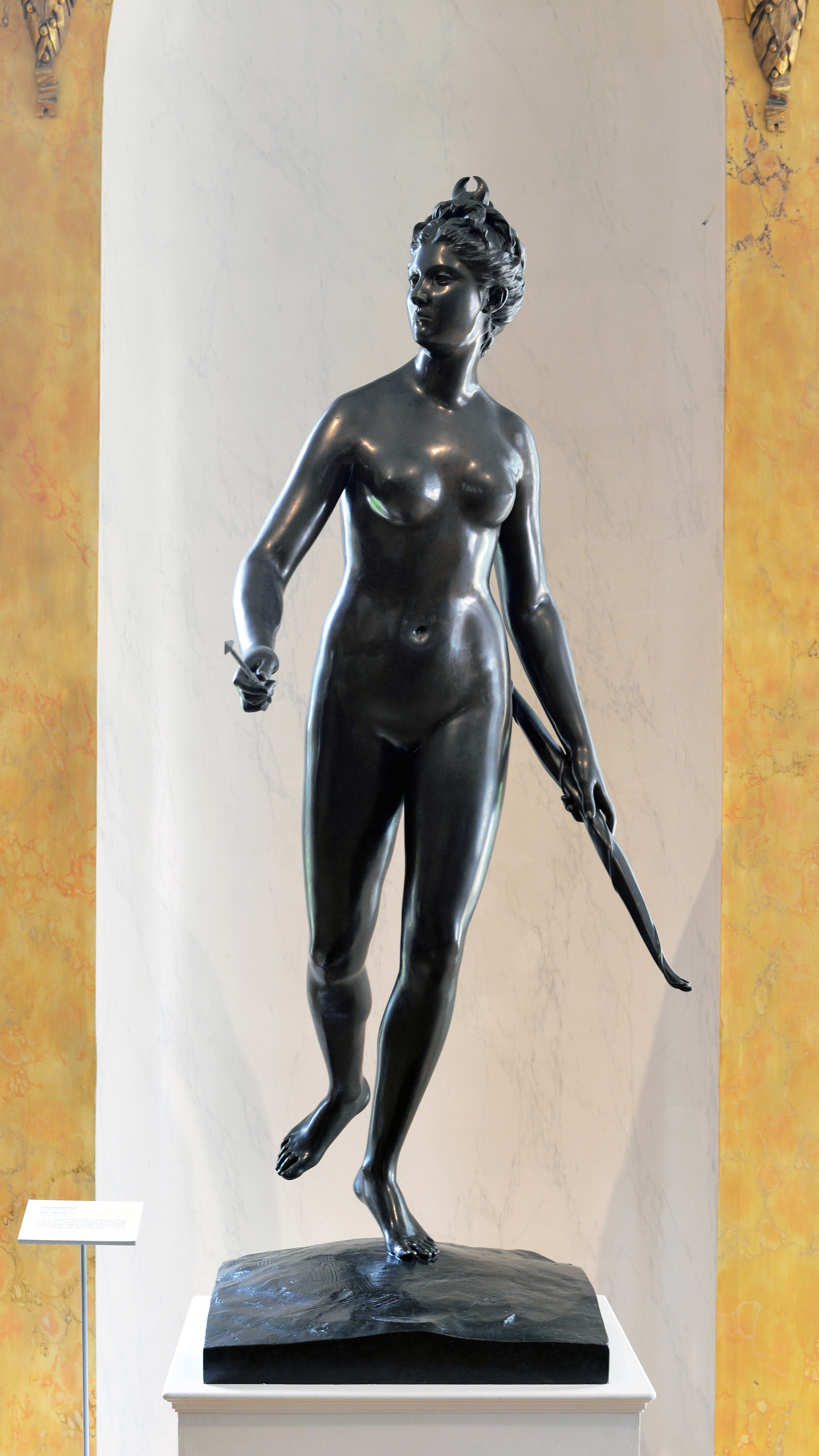
Jean-Antoine Houdon, Diana auf der Jagd (1776), Bronze.
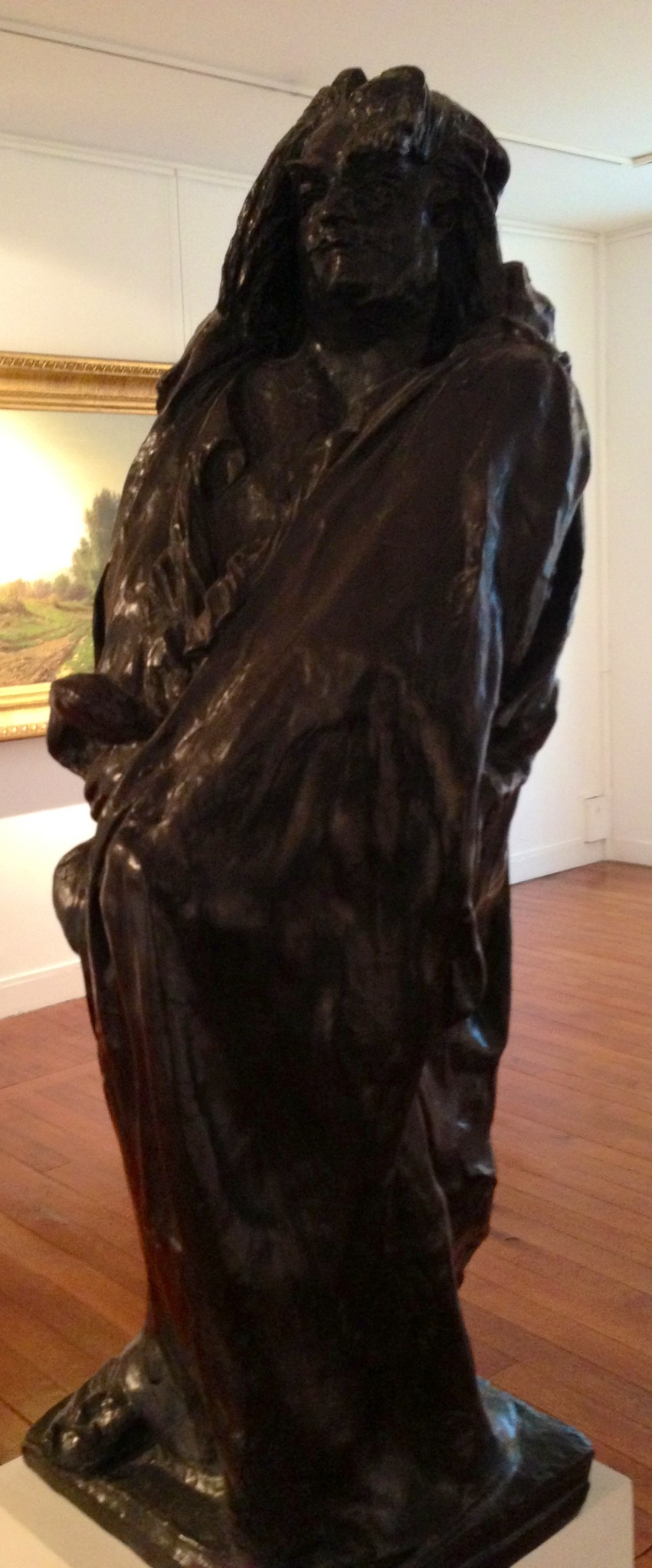
Auguste Rodin, Balzac (1898).
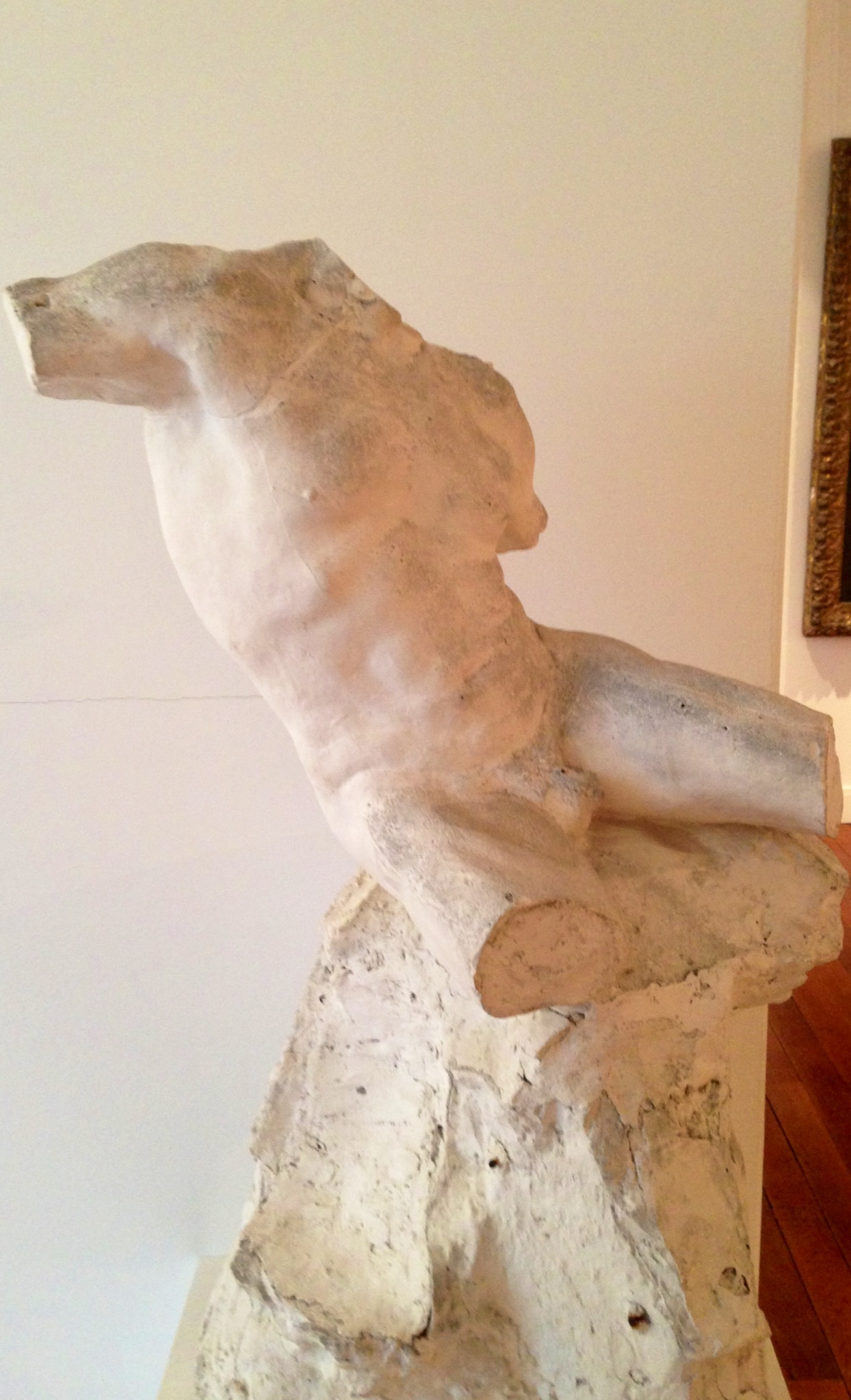
Jules Desbois, Torso von Sisyphos (1908).
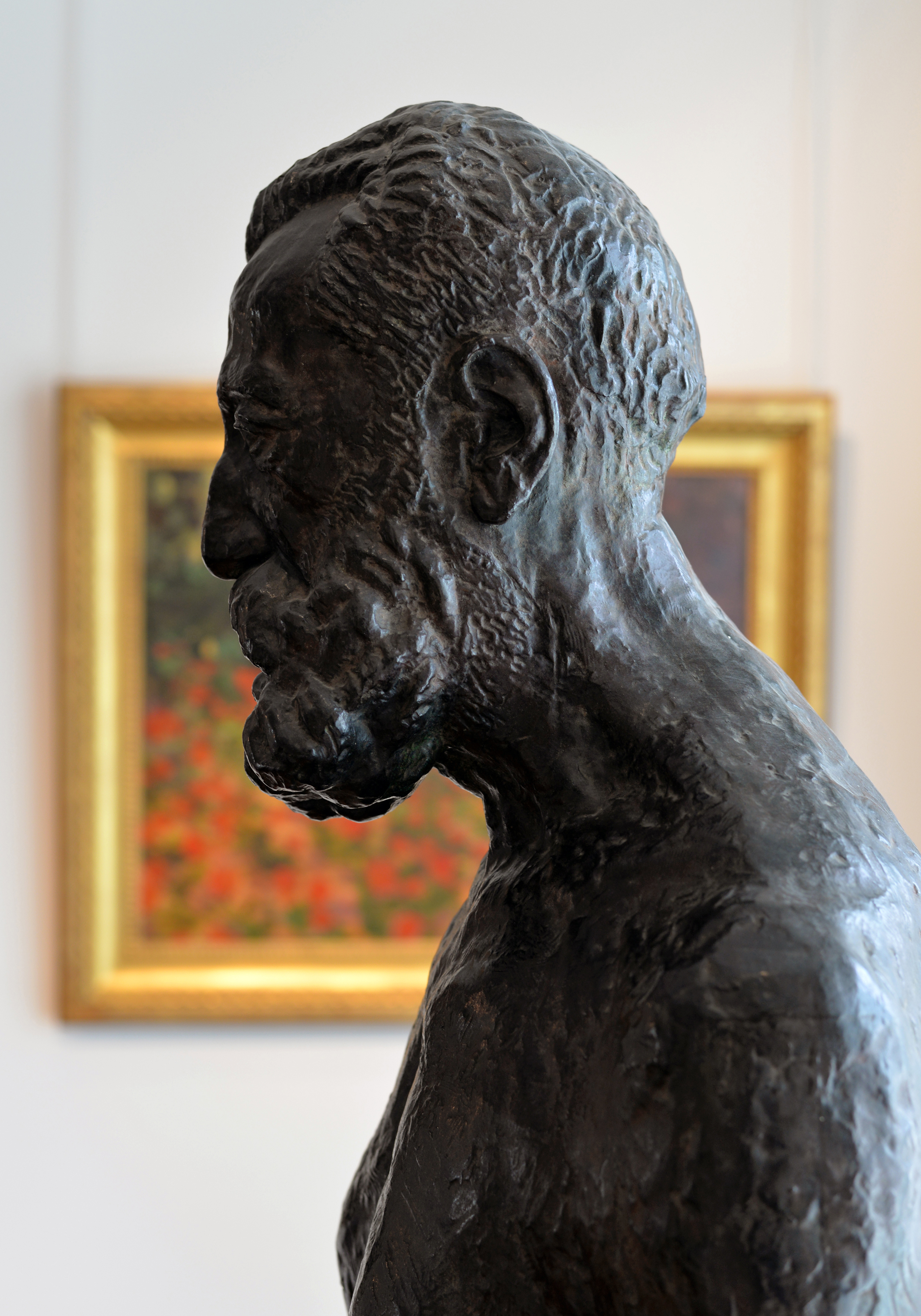
Antoine Bourdelle, Nackter Torso von Anatole France (1919), Bronze.